# Kali selenat
Kali selenat, K2SeO4, là một muối không mùi, màu trắng của kali và axit selenic. Nó được sử dụng trong nhiếp ảnh.

## Điều chế
Kali selenat được điều chế bởi phản ứng của selen trioxit với kali hydroxide. 
SeO3 + 2 KOH → K2SeO4 + H2O
Ngoài ra, nó có thể được tạo ra bằng cách cho phản ứng giữa axit selenơ và kali hydroxide, và sau đó oxy hóa sản phẩm kali selenide với brom:
H2SeO3 + 2 KOH → K2SeO3 + 2 H2O
K2SeO3 + 2 KOH + Br2 → K2SeO4 + 2 KBr + H2O